# Saint-Martin-l’Ars
Saint-Martin-l’Ars – miejscowość i gmina we Francji, w regionie Nowa Akwitania, w departamencie Vienne.
Według danych na rok 1990 gminę zamieszkiwało 417 osób, a gęstość zaludnienia wynosiła 10 osób/km² (wśród 1467 gmin regionu Poitou-Charentes Saint-Martin-l’Ars plasuje się na 614. miejscu pod względem liczby ludności, natomiast pod względem powierzchni na miejscu 68.).